# Taddea d’Este
Taddea d’Este (Ferrara, 1365 – Padua, 23 november 1404) was een edeldame uit Ferrara; zij werd dame-gemalin van Padua door haar huwelijk met Francesco II van Carrara, bijgenaamd Il Novello, heer van Padua. Francesco II was de laatste heer van Padua tot de republiek Venetië overging tot annexatie van Padua (1405).

## Levensloop

Wapenschild van het Huis Este

### Stadstaat Padua
Taddea behoorde tot het Huis Este, het regerend huis over de markiezaten Ferrara en Modena. Haar vader was Niccolo II d’Este, bijgenaamd lo Zoppo, en haar moeder was Verde della Scala, uit het regerende huis Della Scala in de stadstaat Verona.
In 1377 – Taddea was 12 jaar – huwde ze met Francesco II, oudste zoon van Francesco I Il Vecchio, heer van Padua, en van Fina Buzzaccarini. Het huwelijk duurde meerdere dagen en bestond uit banketten en riddertornooien. De bruidsschat was vastgelegd op 18.000 gouden dukaten te betalen door Niccolo II d’Este aan Padua. Taddea werd opgenomen in het luxueuze hofleven van het Huis da Carrara, waar kunstenaars, juristen en humanisten werkzaam waren. Voor 1388 werden er twee zonen geboren, Francesco III en Giacomo, alsook een dochter Gigliola.

### In ballingschap (1388-1392)
In het jaar 1388 werd de stadstaat Padua onder de voet gelopen door de oorlogsmachine van Gian Galeazzo Visconti, heer van Milaan. Milaan en Venetië hadden onderling een akkoord gesloten dat Padua aan de Milanezen liet. Haar schoonvader Francesco I deed troonsafstand voor haar man (1388) en werd afgevoerd naar Lombardije. Doch de situatie was uitzichtloos. Haar man Francesco II vroeg aan de Milanezen een vrijgeleide voor hem en zijn gezin om naar Milaan te reizen. De Milanese officieren weigerden. Het Hof van Padua was een gevangenis geworden. Taddea moest van haar man wegvluchten per boot, samen met de drie kinderen, de bedienden en de schatkist. Zij kwam echter in een hinderlaag terecht, die gelegd was door boeren die het Huis da Carrara wegwilden. Met veel moeite geraakte ze te paard in Verona, de stad van haar moeders geboorte. Daar werd Taddea verenigd met haar kinderen. Haar man reisde apart naar Lombardije om direct met Visconti te onderhandelen.
In 1389 deed haar man afstand van Padua, ten voordele van Visconti. Ter compensatie mocht de familie da Carrara verblijven in Milaan. Taddea organiseerde de hofhouding van het Huis da Carrara in Milaan. Visconti wou hen op een dag dan toch weg omdat hij een samenzwering vreesde. Visconti wees hen het kasteel van Asti toe, in het graafschap Asti waar zijn dochter Valentina Visconti heerste. Het kasteel zelf was eigendom van Visconti's schoonzoon Filips van Orléans, de latere hertog van Orléans. Hier organiseerde Taddea de Paduaanse hofhouding in ballingschap voor de tweede keer. Kroniekschrijvers schreven hoe Taddea edelvrouwen uit de streek ontving op het kasteel.

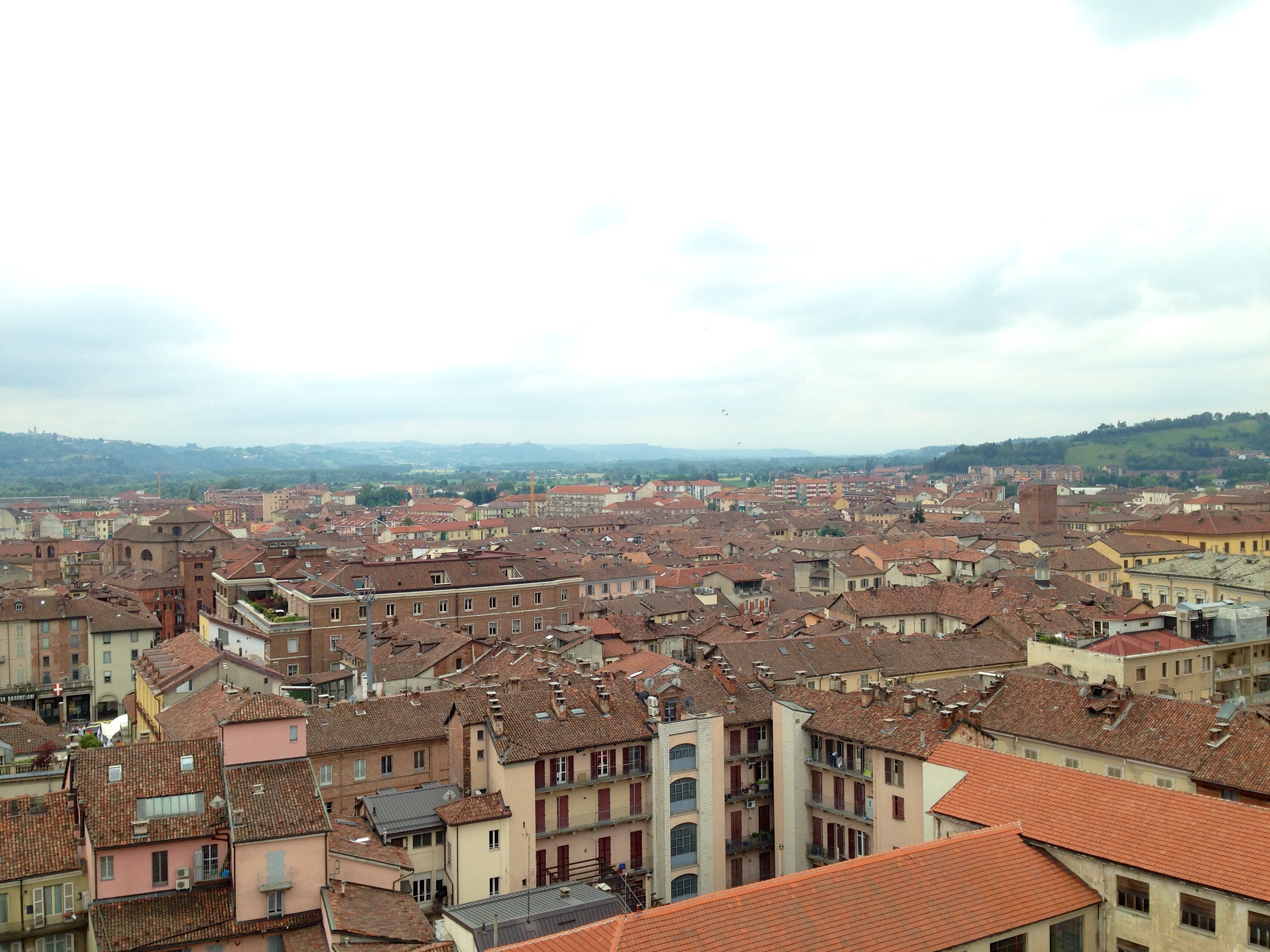
Zicht op Asti, in Piedmonte, waar Taddea het Hof van Padua in ballingschap organiseerde

Haar man Francesco II wou weg uit dit ballingsoord. Hij vond als oplossing een bezoek aan tegenpaus Clemens VII in Avignon, met de vraag of de paus kerkelijke ambten kon bezorgen aan zijn natuurlijke zonen – buiten het huwelijk met Taddea geboren –. Francesco II en Taddea reisden samen naar Avignon. Hun terugreis was avontuurlijk waarbij het echtpaar sliep op strozolders en honger leed onderweg. Ze keerden niet naar Asti terug maar installeerden zich in het gastvrije Florence, waar ze financiële steun voor hun zaak verwierven (1389). Francesco II liet zijn zwangere vrouw Taddea vervolgens achter in Florence (1390); zij moest van hem de grote robijnen uit de schatkist bewaren voor later. Francesco II reisde naar Stefanus III van Beieren om soldaten te ronselen voor de herovering van Padua (1390). Taddea gaf geboorte aan haar vierde zoon, Ubertino, in Florence, die hierdoor de bijnaam de ‘Florentijn’ kreeg of Ubertino Fiorentino. Taddea verbleef in Florence uiteindelijk drie jaren, van 1389 tot 1392. 

### Stadstaat Padua
In 1392 was het haar man gelukt de stadstaat Padua te heroveren. Taddea verhuisde met haar kinderen en hofhouding naar Padua. Ze gaf nog geboorte aan twee zonen: Nicolo en Valpurga.
In Padua geraakte Taddea verwikkeld in twee processen in het buurland Venetië. Ze betaalde juristen om haar belangen te verdedigen tegen een neef van haar, Niccolo III uit het Huis Este, markgraaf van Ferrara alsook in een erfeniszaak van haar moeder, die het Venetiaanse staatsburgerschap had bekomen. Als afloop van het proces in Venetië huwde Niccolo III met haar dochter Gigliola (1397). 
In Padua moest Taddea als dame-gemalin van Padua verschillende representatieve functies op zich nemen. In 1401 ontving ze Manuel II Palaiologos, keizer van Byzantium. Datzelfde jaar ontving ze Ruprecht van de Palts, rooms-koning van het Heilige Roomse Rijk en suzerein van haar man, en diens echtgenote Elisabeth van Neurenberg. Taddea organiseerde een plechtige optocht waarbij koningin Elisabeth in een plechtige strijdwagen plaats nam en Taddea aan haar voeten zat. Bij andere gelegenheden zorgde Taddea ervoor dat er riddertornooien waren of banketten. Het Hof da Carrara had haar grandeur van de vorige eeuw terug gewonnen. 
Haar man droomde van gebiedsuitbreiding en veroverde het buurland Verona (1404). Voor Taddea was er een triomfantelijke intocht in Verona, de stad van haar moeder. Taddea keerde terug naar Padua en stierf er onverwacht (1404). Ze maakte niet meer mee dat de republiek Venetië de stadstaat Padua annexeerde (1405). 
Ze was de laatste dame-gemalin van de stadstaat Padua, onder het Huis da Carrara. Ze werd begraven in de kapel van San Giorgio in de kathedraal van Padua.